# Уайз, Роберт Эллсуорт
Роберт Эллсуорт Уайз (англ. Robert Ellsworth Wise; род. 6 января 1948) — американский политик, член Демократической партии, конгрессмен от штата Западная Вирджиния, тридцать третий губернатор штата Западная Вирджиния.
Роберт Уайз начал свою политическую карьеру с должности сенатора от штата Западная Вирджиния, которую он занимал с 1981 по начало 1983 года. В Палату представителей избрался девять раз и занимал должность конгрессмена непрерывно с 1983 по 2001 год. В 2000 году баллотировался на пост губернатора штата Западная Вирджиния, выиграл выборы, победив кандидата от Республиканской партии Сесиля Андервуда. После окончания срока полномочий не добивался переизбрания.